# Cinque alla Pace
Nell'ordinamento giudiziario della Repubblica di Venezia, i Cinque alla Pace o più correttamente Cinque Savi e Anziani alla Pace (talvolta anche Signori alla Pace o Proveditori alla Pace) erano una magistratura incaricata di dirimere le questioni inerenti alle risse non mortali tra popolani (sia veneziani che stranieri in Laguna).

## Storia e funzioni
La carica fu istituita dal Gran Consiglio sotto il dogado di Jacopo Tiepolo nel 1240. Nel 1533 le competenze furono estese anche alle risse con ferite gravi, purché non mortali, che fino allora erano invece giudicate dai Signori di Notte al Civil. I Cinque alla Pace avevano facoltà di intervenire anche in casi di omicidio, ed erano deputati a ricevere le denunce dei chirurghi; potevano inoltre imporre e riscuotere sanzioni pecuniarie, e comminare il bando da Venezia. Data l'importanza di tale organo giudiziario nel mantenimento dell'ordine pubblico (e in questo simile ai Signori di Notte sia al Civil che al Criminal), i Cinque alla Pace giudicavano senza interruzioni anche nei periodi di vacanza ducale, quando erano invece sospese le sedute degli altri tribunali.
Dei Cinque alla Pace ci sono pervenuti vari volumi di “raspe” (copie di condanne), contenenti i nomi, le professioni e talvolta l’indirizzo delle persone coinvolte in risse non mortali fra il 1544 e il 1601 (frequente la presenza di prostitute, scaricatori, marinai, pescatori, operai dell’Arsenale, scalpellini, tessitori, lavoratori di vetro soffiato, ecc.).